# Заводнення

Заводнення покладів: а — законтурне; б — приконтурне; в — з розрізанням на окремі площі; г — блокове; ґ– осьове; д — кільцеве; е — центральне; є — осередкове

Заводнення (рос. заводнение, англ. flooding, Water Injection, нім. Fluten n, Wasserfluten n) — спосіб впливу на пласт при розробці нафтових родовищ, при якому підтримка і відновлення пластового тиску і балансу енергії здійснюються закачуванням води.

## Загальний опис
Заводнення забезпечує високі темпи видобутку нафти і порівняно високий ступінь видалення нафти (до 70 %). Як робочий аґент використовуються води водоймищ (річки, моря, озера), глибинних водоносних горизонтів, пластові води, а також розчини ПАР, полімерів, діоксиду вуглецю і лугів, що характеризуються підвищеними нафтовитіснювальними властивостями.
Заводнення — найінтенсивніший і економічно ефективний спосіб впливу на нафтовий пласт. Дозволяє зменшити число нафт. свердловин, підвищити їх дебіти, знизити собівартість нафтовидобутку.
У залежності від розташування нагнітальних свердловин розрізняють:
- позаконтурне заводнення (свердловини розташовують за межами нафтоносної частини продуктивного пласта по периметру покладу);
- приконтурне заводнення (свердловини бурять у водонафт. зоні пласта між внутр. і зовн. контурами нафтоносності);
- внутрішньоконтурне заводнення (воду закачують безпосередньо в нафтонасичену частину пласта);
- комбіноване заводнення, ASP-заводнення  — alkaline-surfactant-polymer flooding

## Заводнення нафтового (газового) пласта
Заводнення нафтового (газового) пласта (рос. заводнение нефтяного (газового) пласта; англ. flooding of an oil (gas) reservoir; нім. Fluten n von Erdöl– und gasführenden Flözen n) — поступове заповнення нафтового (газового) пласта водою того ж пласта, що знаходиться за контуром нафтоносності (газоносності), внаслідок виснаження пласта в процесі розробки; заповнення нафтового (газового) пласта водою, що проникає з інших пластів внаслідок низької якості цементування свердловини під перепадом тиску. Штучне заводнення здійснюється для підтримування пластового тиску.
Коефіцієнт заводнення — відношення об'єму промитої частини пустотного простору продуктивного пласта, охопленого процесом витіснення, до загального об'єму пустот цього простору, початково насиченого нафтою.

## Практичні аспекти застосування заводнення
Найчастіше застосовуються кілька систем заводнення нафтових покладів: позаконтурне, внутрішньоконтурне, вибіркове і комбіноване. Законтурне заводнення застосовується при закачуванні води в нагнітальні свердловини, розташовані у позаконтурній частині родовища. При внутрішньоконтурному заводненні родовище розділяється рядами нагнітальних свердловин на окремі блоки самостійної розробки, і нафта витісняється під впливом напору води, що нагнітається. Вибіркове (майданне) заводнення особливо ефективно при розробці малопроникних пластів. Поліпшення поточних показників розробки родовища і підвищення ефективності кінцевої нафтовіддачі пластів найбільшою мірою досягається при внутрішньоконтурному заводненні, що зумовило його широке застосування у всіх нафтовидобувних районах.

## Шляхи підвищення ефективності заводнення
На нафтових родовищах широко застосовують заводнення як засіб підтримання пластового тиску і штучного відтворення найсприятливішого з точки зору нафтовіддачі водонапірного режиму витіснення. Заводнення дозволило значно підвищити нафтовіддачу покладів (порівняно з режимом розчиненого газу). Проте на сьогодні звичайне заводнення практично вичерпало свої можливості і для підвищення його ефективності застосовуються нові, більш досконалі його види. Теоретичні задачі видобування базуються на пошуках і обгрунтуванні найефективніших регульованих параметрів процесу заводнення. До них належать: швидкість (тиск) нагнітання води в поклад, поверхневий натяг води на межі з нафтою, її змочувальні властивості, в'язкість, густина і температура. Завдання полягає у виборі регульованих технологічних характеристик процесу заводнення з урахуванням особливостей специфіки геологічно-фізичних характеристик кожного покладу таким чином, щоб забезпечувались максимальні значення коефіцієнтів витіснення і охоплення пластів впливом. Конкретні заходи, які сприяють підвищенню ефективності заводнення, випливають з аналізу факторів, що впливають на коефіцієнти витіснення і охоплення. Зменшення капілярних сил і підвищення миючих властивостей води сприяють збільшенню коефіцієнта витіснення. Тому для поліпшення якості води, що нагнітається в неї добавляють водорозчинні поверхнево-активні речовини (ПАР), які сприяють зниженню поверхневого натягу (σ) води на межі з нафтою і поліпшують її змочувальні і миючі властивості. Якість їх як добавок до води характеризується кількома основними показниками — поверхневою активністю на межі розділу нафту — вода, ступенем граничної адсорбції на поверхні мінералів пласта, залишковим поверхневим натягом нафти на межі з водою при підвищених концентраціях ПАР у воді, швидкістю дифузії і деякими іншими (біорозкладання в аеробних умовах, здатність до десорбції, емульгуючі властивості і т. ін.).
Добавка ПАР до води, що нагнітається може сприяти підвищенню коефіцієнта витіснення на 5 — 6 %.
Недоліком ПАР як засобів підвищення нафтовіддачі є їх значна адсорбція на поверхні мінералів. Для ПАР типу ОП-10 гранична адсорбція на кварцевому піску досягає 0,69 мг на 1 г породи. Тому при нагнітанні, наприклад, в розрізаючий ряд свердловин навіть з підвищеною концентрацією ПАР вони осідають на стінках порових каналів позаду фронту витіснення і нафта вимивається водою, яка практично не містить поверхнево-активних компонентів.

## Якість води, що використовується для заводнення
Вимоги до води, що використовується для закачування в нафтовий поклад, щодо хімічної сумісності з пластовою водою і стабільності складу; відсутності мікроорганізмів; підвищеної нафтовитіснювальної здатності; мінімального вмісту нафтопродуктів і механічних домішок, які знижують приймальність нагнітальних свердловин; корозійної пасивності; мінімальних витрат на очищення і підготовку води.
Дослідження води, яку використовують для заводнення включає: — визначення загального вмісту завислих частинок і їх гранулометричний склад; — визначення температури; — аналіз складу і кількості бактерій; — визначення вмісту вуглеводнів; — дослідження корозійного складу води; — визначення електропровідності; — дослідження можливості сумісного використання морської і пластової води для закачування, і характеру хімічних реакцій, які приводять до утворення осадків (іонів Са++, Mg++, Sr++ і S04).
Значення рН води, яку закачують повинна бути в межах 4,5-8,5.

## Використання пін і емульсій
При введенні в  облямівку пласта пін і емульсій скорочується рухливість води, що нагнітається, зменшується водопроникність неоднорідного пласта, зростає коефіцієнт охоплення його впливом ηох. Піни, приготовлені із застосуванням ПАР-піноутворювачів, при нагнітанні в неоднорідне пористе середовище в початковий період рухаються в найбільш проникних напрямках, знижуючи провідність порід і вирівнюючи її з провідністю в інших напрямках. У результаті цього збільшується коефіцієнт охоплення пластів впливом. Затиснутий у порах газ сприяє зниженню фазової проникності пористого середовища для води. Аналогічний механізм збільшення нафтовіддачі у процесі нагнітання в пласт емульсій нафти в розчинах лугів і ПАР.